# 12583 Buckjean
12583 Buckjean è un asteroide della fascia principale del diametro medio di circa 25,76 km. Scoperto nel 1999, presenta un'orbita caratterizzata da un semiasse maggiore pari a 2,9808265 UA e da un'eccentricità di 0,0730600, inclinata di 10,87682° rispetto all'eclittica.
L'asteroide è dedicato ai genitori dello scopritore, Buck e Jean.